# То: Част втора
„To: Част втора“ (на английски: It Chapter Two) е американски филм на ужасите от 2019 г., продължение на „То“ от 2017 г. и режисиран от Андрес Мускети, по сценарий на Гари Доуберман. Филмът е по втората част на поредицата „То“ и е вторият филм на адаптация от две части на едноименния роман, написан от Стивън Кинг, който обхваща втората половина от кината. Във филма участват Джеймс Макавой, Джесика Частейн, Бил Хейдър, Исая Мустафа, Джей Райън, Джеймс Ренсън, Анди Бийн и Бил Скарсгорд в ролята на Пениуайз. Действието се развива през 2016 г., 27 години след събитията от 1988–1989 г. представени в предишната част.
Преговорите за продължението на „То“ започнаха през февруари 2016 г. От септември 2017 г., „Ню Лайн Синема“ обяви, че филмът ще е пуснат през септември 2019 г., докато Доуберман пише сценария, а режисьор да е Мускети. Снимките започват на 19 юни 2018 г. и приключва на 31 октомври 2018 г. Филмът е продуциран от „Ню Лайн Синема“, „Дабъл Дрийм“, „Вертиго Ентъртейнмънт“ и „Райдбак“, и е разпространен от „Уорнър Брос Пикчърс“.
Премиерата на филма се състои в Лос Анджелис на 26 август 2019 г. и в Северна Америка на 6 септември 2019 г., който получава смесени отзиви от критиката.

## Актьорски състав
- Джесика Частейн – Бевърли Марш
  - София Лилис – младата Бевърли Марш
- Джеймс Макавой – Бил Денброу
  - Джейдън Либерер – младия Бил Денброу
- Бил Хадър – Ричи Тозиър
  - Фин Улфхард – младия Ричи Тозиър
- Исая Мустафа – Майк Хенлън
  - Чоузен Джейкъбс – младия Майк Ханлън
  - Тристан Леви Кокс и Ториан Матю Кокс – Майк Ханлън на 4 години
- Джей Райън – Бен Ханском
  - Джеръми Тейлър – младия Бен Ханском
- Джеймс Ренсън – Еди Каспбрак
  - Джак Дилън Грейзър – младия Еди Каспбрак
- Анди Бийн – Стан Урис
  - Уайът Олеф – младия Стан Урис
- Бил Скарсгорд – Пениуайз, танцуващия клоун

## В България
В България филмът е пуснат по кината на същата дата от „Александра Филмс“.
На 16 юли 2022 г. е излъчен премиерно по „Би Ти Ви Синема“ в събота от 23:30 ч. Българския дублаж е войсоувър в „Саунд Сити Студио“ и екипът се състои от:
| Озвучаващи артисти  | Златина Тасева Симона Нанова София Джамджиева Кирил Ивайлов Цанко Тасев |
| Преводач            | Силвия Вълкова                                                          |
| Тонрежисьор         | Евгени Желязков                                                         |
| Режисьор на дублажа | Тодор Георгиев                                                          |